# Махонин, Сергей Несторович
Сергей Несторович Махонин (19.10.1900 — 06.07.1980) — советский государственный деятель, заместитель министра транспортного машиностроения СССР, генерал-лейтенант-инженер, лауреат трех Сталинских премий.

## Биография
Махонин, С. Н. родился 19 октября 1900 года, в селе Мокрое, Курской губернии.
В 1929 году окончил Военно-техническую академию им. Ф. Э. Дзержинского в Ленинграде.
Работал на Харьковском паровозостроительном заводе № 183 имени Коминтерна: конструктор, начальник механосборочного цеха, заместитель главного инженера. В октябре 1939 года его утвердили в должности заместителя директора и главного инженера завода № 183.
В 1930—1931 годах — руководитель сборки, разработки и испытаний танка Т-24. В 1932 году в должности начальника ОТК танкового отдела Т2 ХПЗ, Махонин принимает участие в выявлении и устранении недостатков в производстве танков БТ-2, БТ-5 и БТ-7. В 1933 году, совместно с Кучеренко Н. А., руководит «Высшей школой танковождения», созданной при военном представительстве Рабоче-Крестьянской Красной Армии на ХПЗ. В октябре этого же года он принял участие в историческом пробеге пяти серийных танков БТ-5 по маршруту «Харьков — Москва», завершившемся на Красной площади.
Махонин, С. Н. — организатор опытно-конструкторских работ по созданию танков БТ-7М, А-20, А-32 и А-34. Под его руководством в 1940-41 годах на заводе № 183 было развернуто производство танков Т-34.
С ноября 1941 года С. Н. Махонин — главный инженер и первый заместитель директора Кировского завода в Челябинске, руководит развертыванием серийного производства танков КВ-1, КВ-1с, ИС-1, ИС-2, тяжелых самоходных артиллерийских установок на их базе, танков Т-34 и дизелей типа В-2.
В 1949—1953, 1955—1957 годах — заместитель министра транспортного машиностроения СССР. В 1958—1965 годах — заместитель председателя Государственного комитета Совета Министров СССР по оборонной технике. Тогда были созданы и поставлены на серийное производство такие машины, как Т-10, Т-55, Т-62, Т-64 и БМП-1.
Умер 6 июля 1980 года.
Генерал-лейтенант-инженер, лауреат трех Сталинских премий (1943), кавалер двух орденов Ленина, ордена Красного Знамени, ордена Кутузова I-й степени, ордена Отечественной войны I-й степени, трех орденов Трудового Красного Знамени, двух орденов Красной Звезды и других государственных наград.

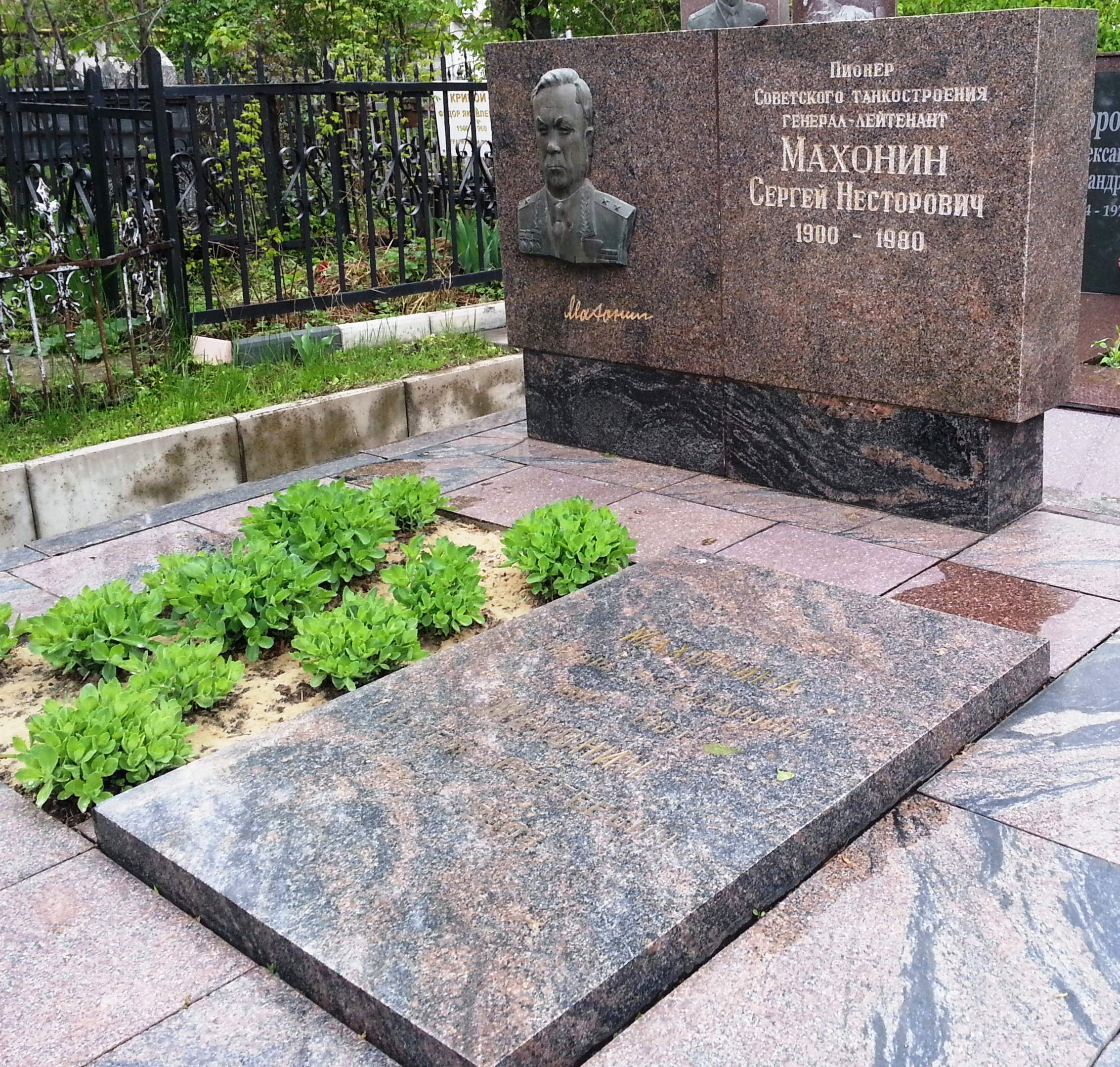

Похоронен в Харькове.